# NGC 7653
NGC 7653 (również PGC 71370 lub UGC 12586) – galaktyka spiralna (Sb), znajdująca się w gwiazdozbiorze Pegaza. Odkrył ją John Herschel 2 listopada 1823. Jest to galaktyka z aktywnym jądrem typu LINER.
W galaktyce tej zaobserwowano supernową SN 2015bf.